# Fontaine (Isère)
Fontaine is een gemeente in het Franse departement Isère (regio Auvergne-Rhône-Alpes). De gemeente telde 22.471 inwoners op 1 januari 2022. De plaats maakt deel uit van het arrondissement Grenoble.

## Geografie
De oppervlakte van Fontaine bedroeg op 1 januari 2022 6,74 vierkante kilometer; de bevolkingsdichtheid was toen 3.334 inwoners per km².
De gemeente ligt op de linkeroever van de Drac tegenover Grenoble. Met deze stad vormt Fontaine een stedelijk gebied. In het westen sluit de gemeente aan op het Vercorsmassief.
De onderstaande kaart toont de ligging van Fontaine met de belangrijkste infrastructuur en aangrenzende gemeenten.

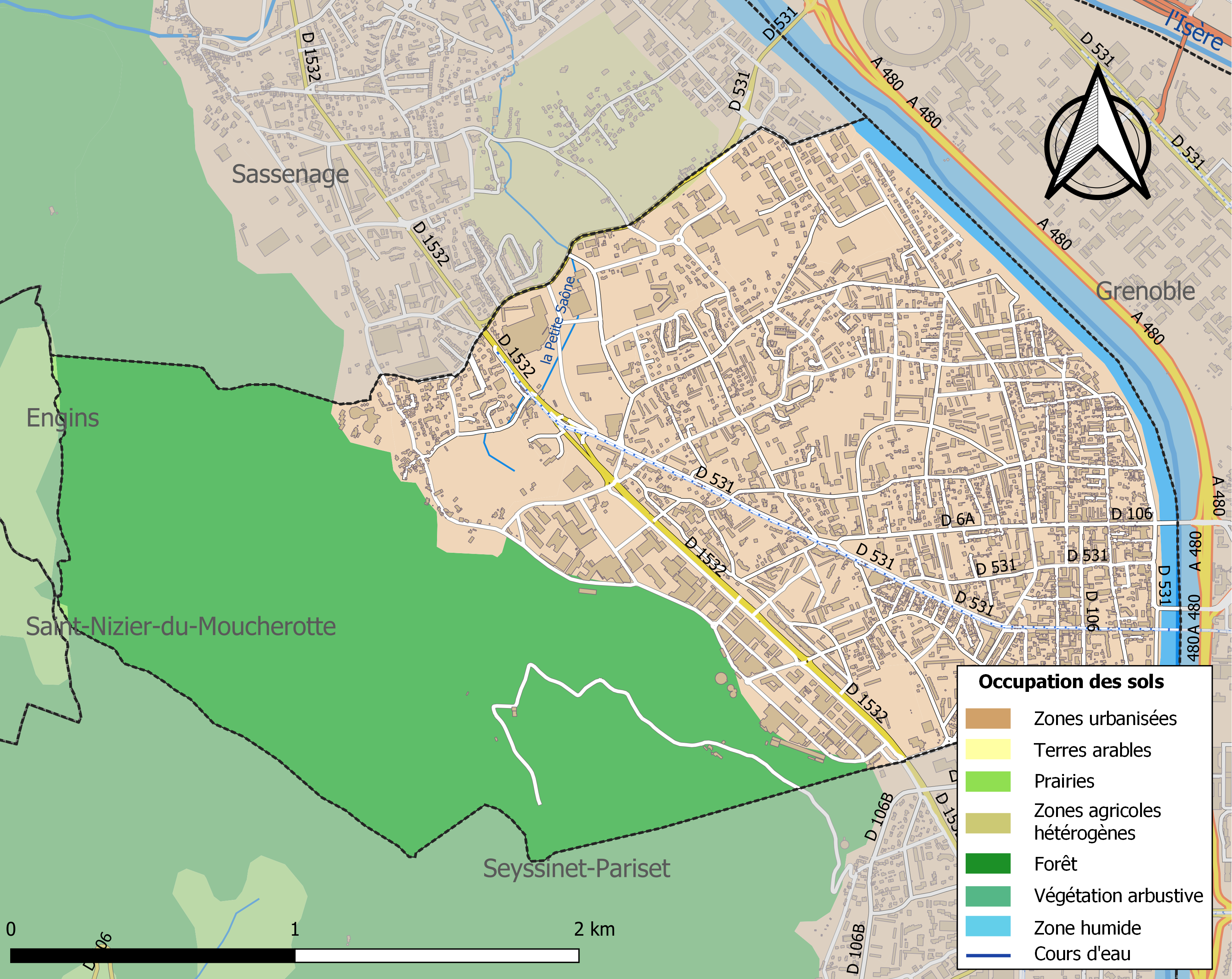

## Demografie
De gemeente telt veel immigranten. Al in de vroegmoderne tijd was er immigratie uit Italië. In de moderne tijd kwamen er ook immigranten uit Spanje, Griekenland, Portugal, Noord-Afrika, Turkije en Oost-Europa.
Onderstaande figuur toont het verloop van het inwonertal (bron: INSEE-tellingen).

## Geschiedenis
De oudste kernen ontstonden in de middeleeuwen in de gehuchten La Poya en Saveuil tegen de bergen aan. Pas later ontwikkelde zich bewoning in de vlakte. Tijdens het ancien régime behoorde Fontaine tot de heerlijkheid Sassenage.

## Cultuur
Sinds 1929 wordt hier jaarlijks het politieke en culturele festival Fête du Travailleur Alpin georganiseerd door de lokale afdeling van de Franse communistische partij.
Het Centre d’art contemporain (VOG) is een expositie- en conferentieruimte.

## Verkeer en vervoer
De gemeente is aangesloten op de tram van Grenoble.

## Afbeeldingen

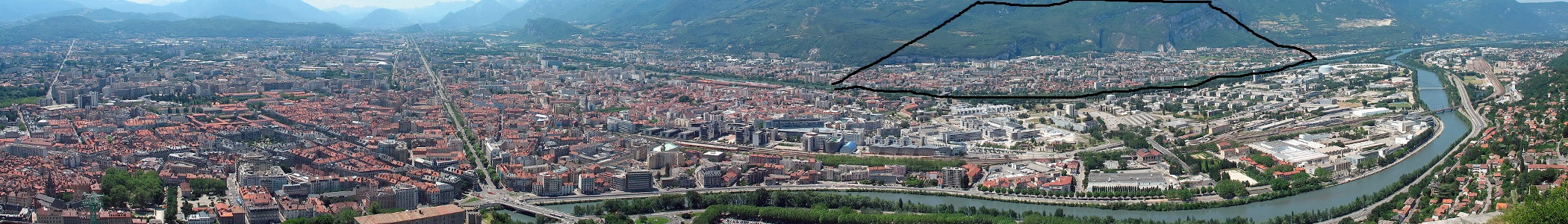
Locatie van Fontaine binnen de agglomeratie van Grenoble
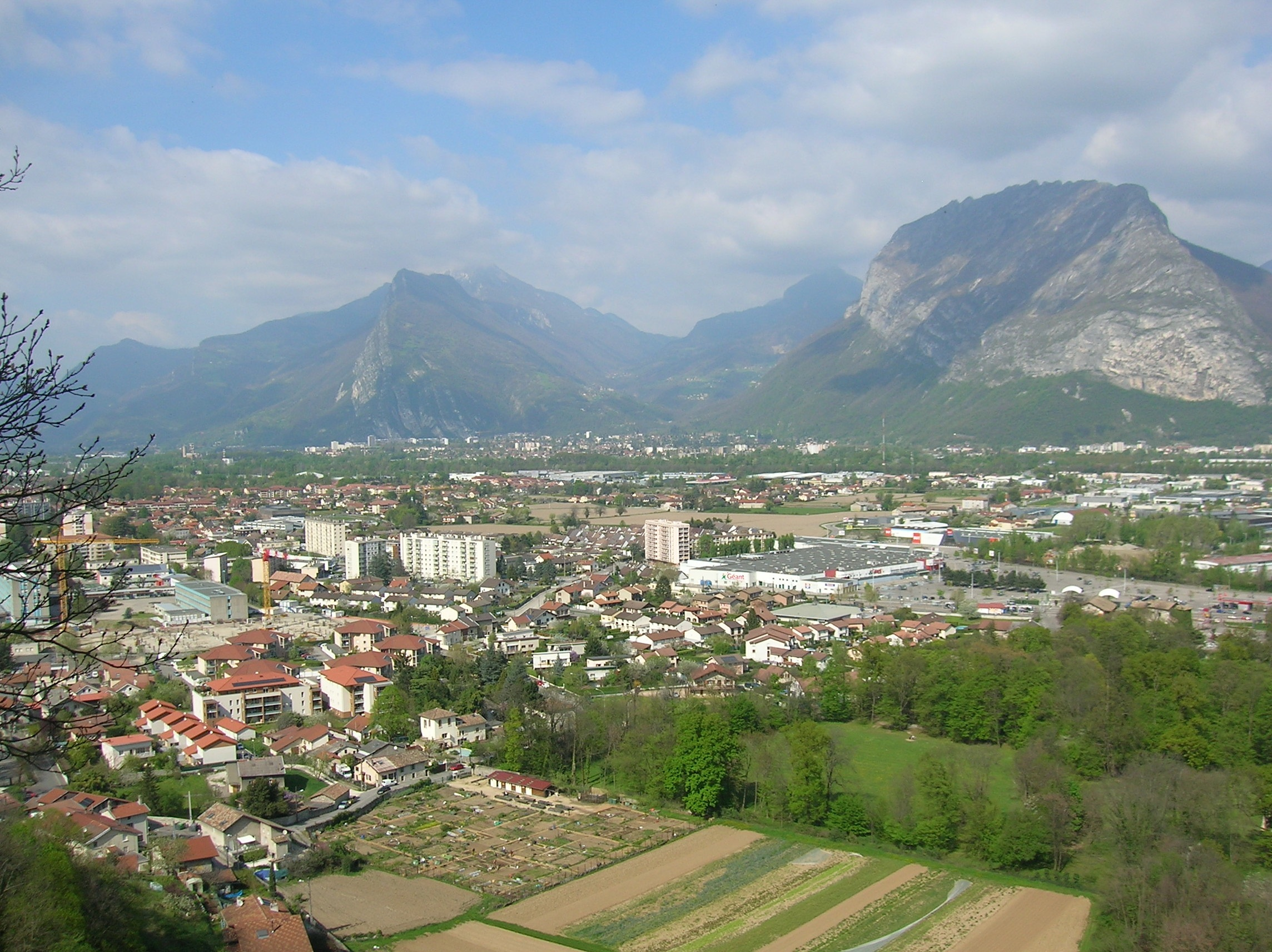
Gezicht op Fontaine
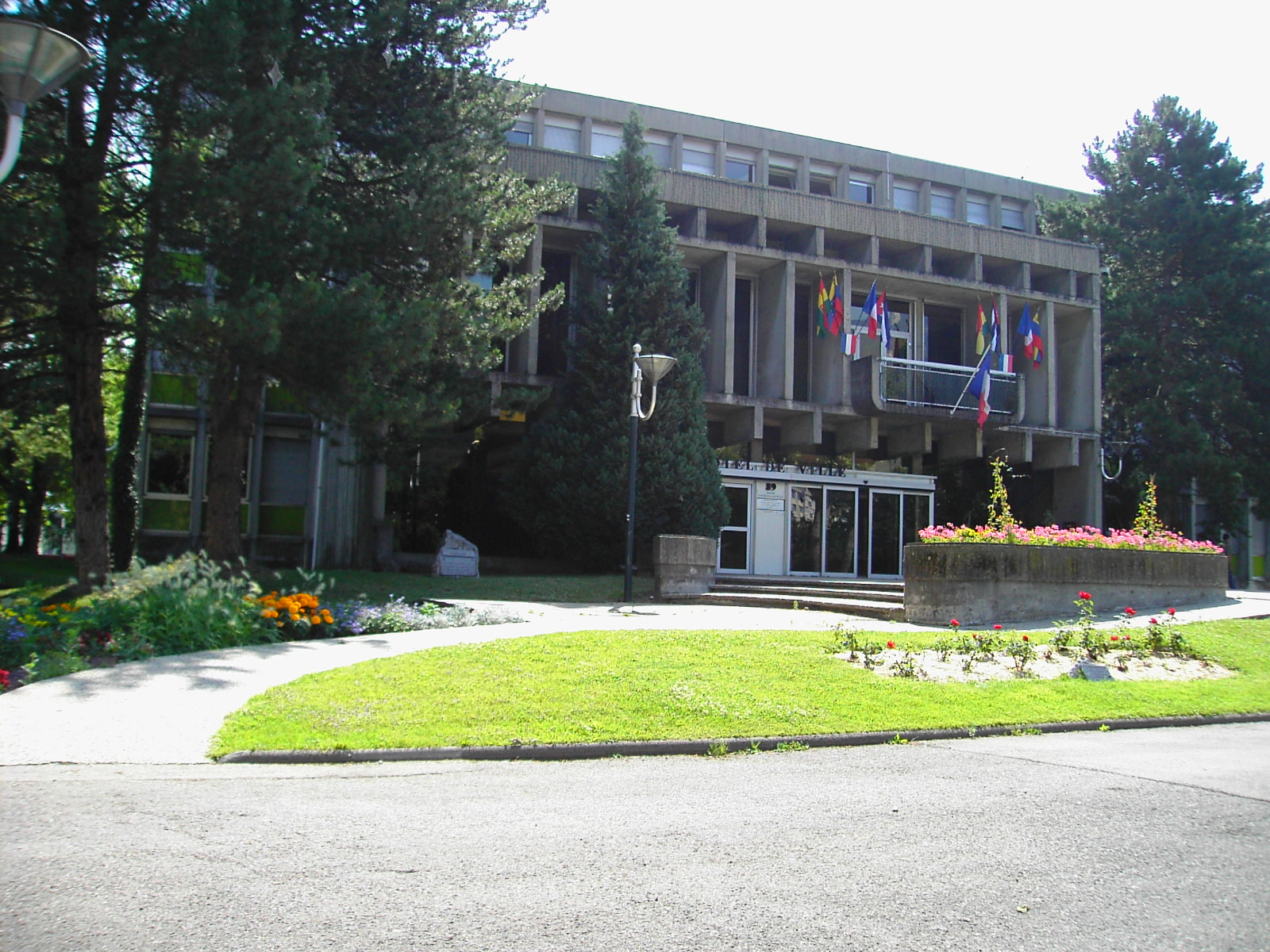
Gemeentehuis
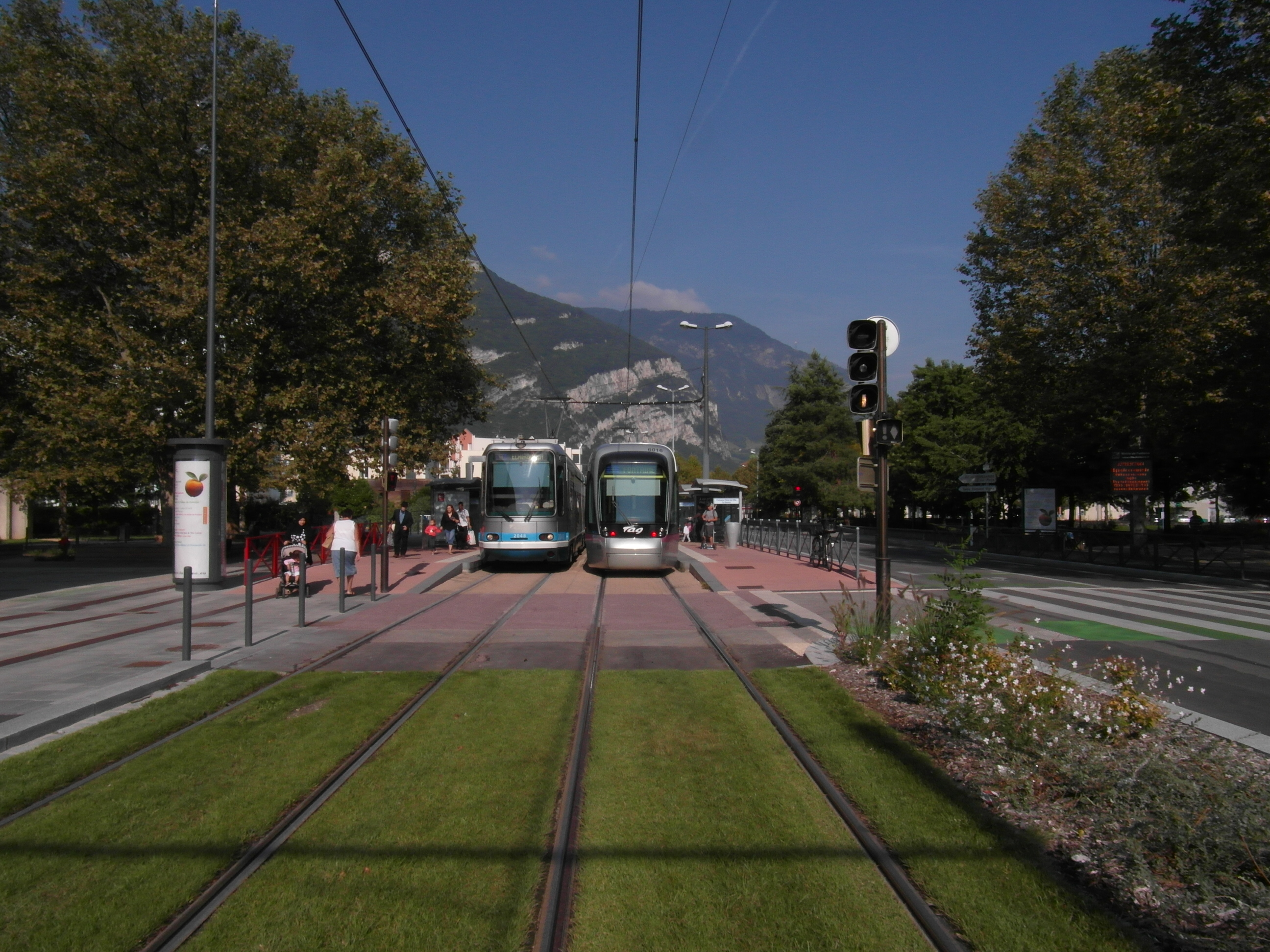
Tram naar Grenoble